# Bedford F.C.
Bedford F.C. là một câu lạc bộ bóng đá đến từ Bedford, Anh. Câu lạc bộ là thành viên của Bedfordshire County Football Association. Bedford hiện đang thi đấu ở Spartan South Midlands League Premier Division.

## History
Bedford United FC được thành lập năm 1957 do một đội làm việc in ấn ở Diemer & Reynolds. Thành viên sáng lập, Jim McMullen, được đặt tên cho sân nhà, McMullen Park. Đầu tiên câu lạc bộ thi đấu trên sân địa phương, sau đó chuyển đến gần Cople trước khi đến Allen Park, Bedford. Sau đó họ đến Fairhill, Clapham Road và thi đấu cho đến khi Sainsbury mua lại mảnh đất. Là một phần của hợp đồng với Council, câu lạc bộ được di chuyển đến Hillgrounds, Kempston cho đến khi thi đấu trên sân nhà hiện tại từ năm 1996. Bedford United hợp nhất tạm thời với Bedford Town năm 2000, nhưng mùa giải 2001–02 họ lại trở về quản lý riêng. Sau khi thảo luận với đội bóng địa phưogn US Valerio, câu lạc bộ quyết định hợp nhất và đổi tên thành Bedford United & Valerio FC mùa giải 2002–03.
Trước đây có tên gọi Unione Sportiva Valerio, cái tên có nguồn gốc tiếng Italia của từ "Sporting Union", thêm tên của người sáng lập Mr. Nicola Valerio, US Valerio bắt đầu thi đấu năm 1985 ở Michael R Peters Sunday League đạt được nhiều thành công. US Valerio vô địch Harrison & Rowley Cup mùa giải 2005–06. Đội bóng không được thi đấu giải trẻ cho đến mùa giải 2000–01 khi 4 đội bóng cùng gia nhập Bedford Chesham League.
Sự kết hợp đầy đủ giữa Bedford United và US Valerio hoàn thành cuối mùa giải 2005–06 và mùa giải 2006–07 dùng tên gọi Bedford Valerio United FC. Với sự tan rã của Valerio Group năm 2007, câu lạc bộ quyết định rút gọn tên thành Bedford Football Club từ mùa giải 2007–08 trở đi.

## Kỉ lục
- FA Cup[1]
  - Vòng Sơ loại 2003–04, 2004–05, 2007–08
- FA Vase[1]
  - Vòng 2 2006–07, 2009–10